# 赵保林
赵保林（1964年2月—），男，汉族，中华人民共和国政治人物。曾任中华人民共和国审计署党组成员、总审计师，财政审计司司长。赵保林還要分管法规司、审理司。